# Vyacheslav Didrix
Vyacheslav Sergeevich Didrix (ur. 28 marca 1990 r.) – uzbecki wioślarz. Sekretarz Generalny Federacji „Rowing & Canoe” Uzbekistanu; trener reprezentacji Uzbekistanu w wioślarstwie.

## Osiągnięcia
- Mistrzostwa Świata w Wioślarstwie 2009 – dwójka podwójna mężczyzn: 6 miejsce w finale C[1].